# Marsala
Бронепалубний крейсер «Марсала» (італ. Marsala) — бронепалубний крейсер-скаут (італ. Esploratore) Королівських ВМС Італії типу «Ніно Біксіо» початку XX століття.

## Історія створення
Крейсер «Ніно Біксіо» був закладений 15 лютого 1911 року на верфі «Cantiere navale di Castellammare di Stabia» в Кастелламмаре-ді-Стабія. Свою назву отримав на честь міста Марсала, в якому висадився Джузеппе Гарібальді під час війни за об'єднання Італії у 1860 році. Спущений на воду 24 березня 1912 року, вступив у стрій 4 серпня 1914 року.

## Історія служби
Після початку Першої світової війни крейсер «Марсала» базувався в Бріндізі, де разом з іншими крейсерами італійського флоту в основному патрулював південну Адріатику та протоку Отранто. 
У травні 1917 року крейсер брав участь у битві в протоці Отранто.
Після закінчення війни у 1919 році крейсер ніс службу в Лівії. У 1920 році він був перебазований в Фіуме, яке було щойно окуповане італійцями.
Надалі крейсер використовувався мало. Через постійні проблеми із силовою установкою 27 листопада 1927 року корабель був виключений зі списків флоту та проданий на злам.